# 1531 en science
| Années de la science : 1528 - 1529 - 1530 - 1531 - 1532 - 1533 - 1534    |
| Décennies de la science : 1500 - 1510 - 1520 - 1530 - 1540 - 1550 - 1560 |

Cet article présente les faits marquants de l'année 1531 en science.

## Événements
- 26 janvier : tremblement de terre à Lisbonne, au Portugal[1].
- 26 août : passage au périhélie de la comète de Halley. La comète est observée par Petrus Apianus[2].

- Oronce Fine devient le premier titulaire de la chaire de mathématique au Collège Royal[3].
- Mise en service du phare de Kõpu en Estonie, toujours utilisé aujourd'hui[4].

## Publications

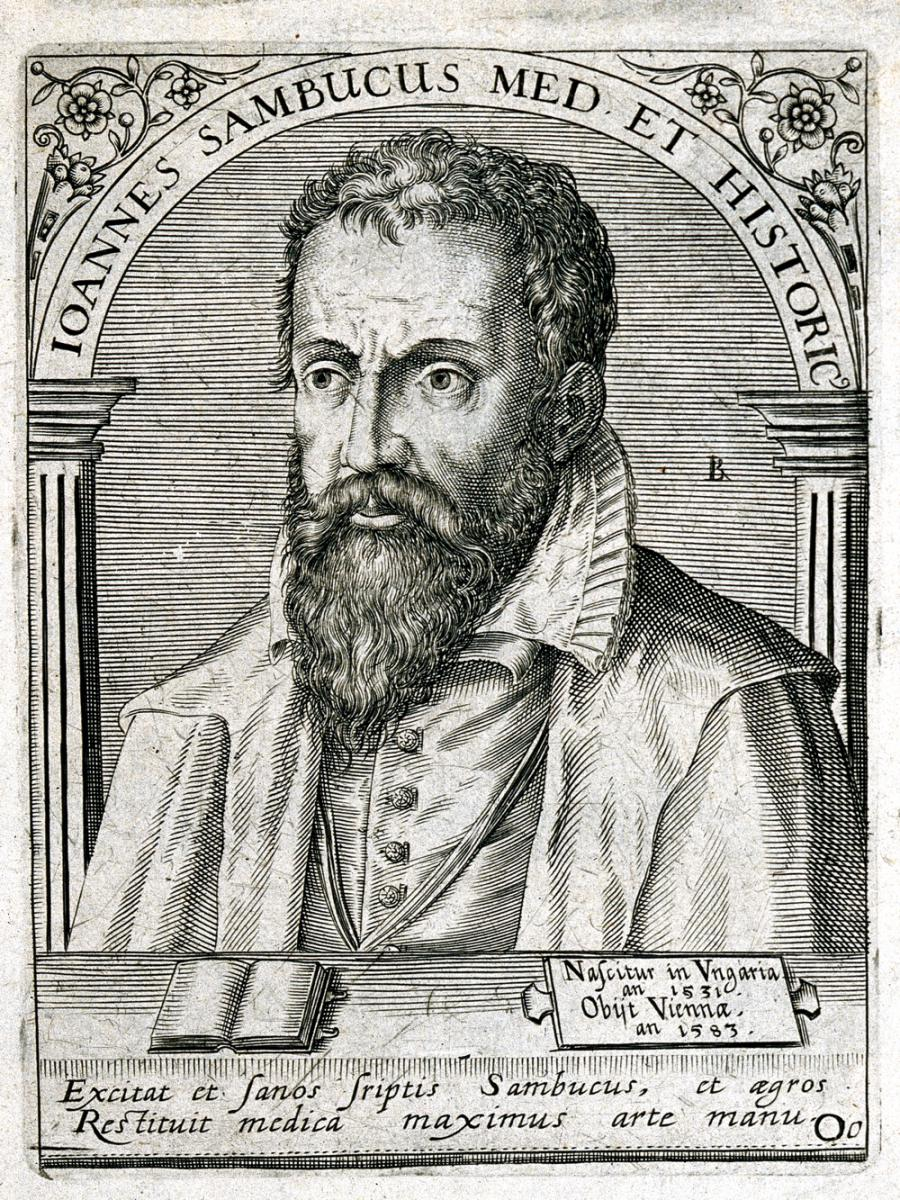
Portait de Sambucus tiré de Jean-Jacques Boissard, Bibliotheca chalcographica, 1652-1669

- Georgius Agricola : De lapide philosophico, Cologne, 1531 ;
- Oronce Fine : Epitre Exhortative, Touchant la Perfection & Commodite des Ars Liberaulx Mathematiques, Pierre Leber, 1531 ;
- Paracelse : Paragranum, 1531.

## Naissances
- 1er juin : Johannes Sambucus (János Zsámboky) (mort en 1584), médecin, philologue, humaniste, historien, poète, collectionneur d'œuvres d'art et mécène hongrois.

- Agostino Ramelli, (mort en 1590 ou 1600), ingénieur italien.

## Décès
- 16 février : Johannes Stöffler, (né en 1452), mathématicien allemand.
- Joachim Sterck van Ringelbergh (né vers 1499), humaniste, mathématicien et astrologue flamand.